# Phronia exigua
Phronia exigua es una especie de mosquito del género Phronia, categorizada en la tribu Mycetophilini, subfamilia Mycetophilinae.

## Distribución
Se distribuye por Europa: Reino Unido, Noruega, Finlandia, Suecia, Estonia, Alemania, Eslovaquia e Islandia.

## Taxonomía
Fue descrita por Zetterstedt en 1852.
Tratamiento taxonómico
La especie aparece registrada y publicada en Diptera Scandinaviae disposita et descipta. Tomus undecimus. Officina Lundbergiana, Lundae [= Lund.]. Pp. 4091-4545.